# Joseph Hopper Nicholson

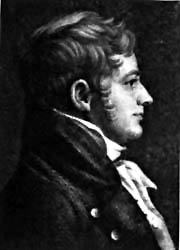
Joseph Hopper Nicholson

Joseph Hopper Nicholson (* 15. Mai 1770 in Chestertown, Kent County, Province of Maryland; † 4. März 1817 im Baltimore County, Maryland) war ein US-amerikanischer Jurist und Politiker. Zwischen 1799 und 1806 vertrat er den Bundesstaat Maryland im US-Repräsentantenhaus.

## Werdegang
Joseph Nicholson besuchte die öffentlichen Schulen seiner Heimat. Nach einem anschließenden Jurastudium und seiner Zulassung als Rechtsanwalt begann er in diesem Beruf zu arbeiten. Gleichzeitig schlug er als Mitglied der von Thomas Jefferson gegründeten Demokratisch-Republikanischen Partei eine politische Laufbahn ein. In den Jahren 1796 bis 1798 saß er im Abgeordnetenhaus von Maryland.
Bei den Kongresswahlen des Jahres 1798 wurde Nicholson im siebten Wahlbezirk von Maryland in das damals noch in Philadelphia tagende US-Repräsentantenhaus gewählt, wo er am 4. März 1799 die Nachfolge von William Hindman antrat. Nach drei Wiederwahlen konnte er bis zu seinem Rücktritt am 1. März 1806 im Kongress verbleiben. In diese Zeit fiel der von Präsident Jefferson getätigte Louisiana Purchase, durch den das Staatsgebiet der Vereinigten Staaten beträchtlich erweitert wurde. Im Jahr 1804 wurde der zwölfte Verfassungszusatz ratifiziert. Zwei Mal gehörte Nicholson einem Ausschuss an, der Amtsenthebungsverfahren gegen die Bundesrichter John Pickering und Samuel Chase vorbereitete. Im Jahr 1800 erlebte er als Abgeordneter den Umzug des Kongresses und der Bundesregierung in die neue Bundeshauptstadt Washington, D.C.
Nach dem Ende seiner Zeit im US-Repräsentantenhaus war Joseph Nicholson in Maryland als Richter am Maryland Court of Appeals tätig. Im Jahr 1812 war er während des Britisch-Amerikanischen Kriegs an der Verteidigung von Fort McHenry beteiligt. Er starb am 4. März 1817 und wurde auf seinem Anwesen Wye House nahe Easton beigesetzt.